# Leotichida
Leotichida o Leotichide, figlio di Menare secondo Erodoto o di Aristone secondo Plutarco (in greco antico: Λεωτυχίδας?, Leotychìdas; Sparta, metà del VI secolo a.C. – Tegea, 469 a.C.) fu re di Sparta della dinastia degli Euripontidi dal 491 al 476 a.C.

## Biografia
Nato a Sparta attorno al 545 a.C., Leotichida apparteneva alla casa reale degli Euripontidi (attraverso Menamo, Agesilao, Ippocratida, Leotichida, Anassilao, Archidamo I, Anassandrida I e Teopompo) e salì al trono nel 491 a.C. coll'aiuto del re Agiade Cleomene I, che aveva costretto il precedente re Euripontide Demarato alla rinuncia al trono, dopo averne contestato la legittimità.
Lo stesso anno della sua elezione, Leotichida accompagnò Cleomene nella seconda spedizione ad Egina, dove furono catturati e consegnati ad Atene dieci ostaggi. Dopo la morte di Cleomene (488 a.C.), Leotichida fu però quasi sul punto di arrendersi agli Egineti.
Nella primavera del 479 a.C., l'anno successivo allo scoppio della seconda guerra persiana e alla morte dell'altro re Leonida I alle Termopili, Leotichida guidò una flotta di 110 navi alleate prima ad Egina poi a Delo, sostenendo la rivolta delle isole di Chio e di Samo contro la Persia.
Nell'estate dello stesso anno, Leotichida sconfisse l'esercito e la flotta persiana nella Battaglia di Micale, l'ultima e decisiva battaglia della seconda guerra persiana, che segnò la sconfitta definitiva di Serse I, già duramente battuto a Platea dall'esercito alleato guidato da Pausania, reggente del trono Agiade di Sparta in nome del giovane figlio di Leonida, Plistarco.
Nel 476 a.C., Leotichida guidò una spedizione in Tessaglia contro la famiglia degli Aleuadi per aver collaborato coi Persiani, ma si ritirò dopo essere stato corrotto da questa famiglia. Dopo il suo ritorno a Sparta fu processato coll'accusa di corruzione, perciò si rifugiò come supplice al tempio di Atena Alea di Tegea; condannato all'esilio, la sua casa fu incendiata e suo nipote Archidamo II, figlio di suo figlio Zeussidamo (chiamato da molti Spartani Cinisco, morto durante la vita del padre) divenne re di Sparta. Leotichida ebbe anche una figlia, Lampito, che andò in sposa ad Archidamo II.
Leotichida morì pochi anni dopo, attorno al 469 a.C., in esilio a Tegea. Plutarco riporta negli Apoftegmi spartani diversi aforismi attribuiti a questo re.